# 卡斯泰尔诺达里站
卡斯泰尔诺达里站是法国的一个铁路车站，位于法国城市卡斯泰尔诺达里。

## 位置
卡斯泰尔诺达里站位于卡斯泰尔诺达里市区的南部。车站大致呈东西走向，开口朝北。

## 设施
卡斯泰尔诺达里站设有人工售票窗口和TER自动售票机。站前设有社会车辆停车场，拥有98个停车位。

## 停靠线路
以下列车线路在卡斯泰尔诺达里站停靠：
| 卡斯泰尔诺达里站列车线路表 |                    |                         |          |              |
| 线路                       | 车种               | 上一站                  | 下一站   | 大致运行频率 |
| 巴黎—塞尔贝尔/波尔布       | Intercités de nuit | 莱索布赖                | 卡尔卡松 | 每天1趟      |
| 图卢兹—卡尔卡松/纳博讷     | TER Occitanie      | 洛拉盖自由城/阿维尼翁奈 | 布拉姆   | 每天7趟左右  |
| 图卢兹—尼姆/阿维尼翁       | TER Occitanie      | 洛拉盖自由城            | 布拉姆   | 每天1~2趟    |
| 图卢兹—卡斯泰尔诺达里      | TER Occitanie      | 洛拉盖自由城/阿维尼翁奈 | （终点） | 每天2~4趟    |
| 1. 2.                      |                    |                         |          |              |

## 配套交通

### 长途客车
| 停靠卡斯泰尔诺达里站的大巴车 |                                                                          |                                                                                 |
| 上下车地点                   | 运营单位                                                                 | 主要目的地                                                                      |
| 卡斯泰尔诺达里站门口         |                                                                          | - 954线：勒韦勒 - 955线：洛拉盖自由城、巴济耶日、佩沙布、卡斯塔内托洛桑、图卢兹 |
| 卡斯泰尔诺达里站门口         | （当某条铁路线施工或罢工时，SNCF可能也会提供途径该线路沿途站点的大巴车） |                                                                                 |
| 卡斯泰尔诺达里站门口         | 奥德省城际客运 Audelignes                                                | 卡尔卡松、布拉姆、圣马丹拉朗德、珀藏                                            |
| 1. 2. 3. 4.                  |                                                                          |                                                                                 |

### 城市公共交通
卡斯泰尔诺达里站附近暂无城市公共交通线路。

## 临近车站
| 卡斯泰尔诺达里站（Gare de Castelnaudary） |                  |          |
| 上行车站                                  | 线路             | 下行车站 |
| 阿维尼翁奈站                              | 波尔多－塞特铁路 | 布拉姆站 |
| - 本表仅显示运营中的线路及车站            |                  |          |